# Museo storico del Risorgimento
Il museo storico del Risorgimento è uno spazio espositivo sito nel centro storico di Chiavari, in provincia di Genova, e dedicato al Risorgimento. La sede del museo è situata presso il palazzo della Società Economica di Chiavari.

## Storia
Nel 1938, in occasione delle celebrazioni dei "Grandi Liguri", la Società Economica, insieme al comune di Chiavari deliberò di esporre testimonianze risorgimentali. All'appello rivolto ai cittadini di prestare quanto in loro possesso, corrispose una viva adesione: affluirono infatti numerosi oggetti e documenti, che, successivamente vennero donati alla Società Economica stessa e che rappresentano il nucleo iniziale del museo.
Nel 1959 si provvide alla definitiva collocazione - quella attuale - nella "sala di lettura" del secondo piano di palazzo Ravaschieri, nel centro storico, già sede della Società Economica e della biblioteca cittadina; nel 1979 assunse l'odierna denominazione di museo storico.

## Esposizione
Oggi il museo del Risorgimento si presenta notevolmente arricchito, e numerose sono le sezioni in cui è suddiviso. Armi bianche e da fuoco, cimeli come le camicie rosse di due garibaldini, la cassetta dei medicinali del dott. G.B. Prandina, che cercò di curare Giuseppe Garibaldi durante la Giornata dell'Aspromonte, un bicchiere in cui bevve Giuseppe Mazzini esule a Chiavari, il cappello da popolano di Garibaldi usato quando si rifugiò dai parenti a Chiavari.
Di grande valore storico è la raccolta delle lettere ricevute in dono da parenti, amici, conoscenti ed ammiratori di Mazzini, Garibaldi, Cavour, Nino e Alessandro Bixio. Alcuni mittenti sono tra i protagonisti del Risorgimento.
Sono custoditi alcuni numeri di quotidiani, riviste satiriche, manifesti, proclami, bollettini, volantini, nonché telegrammi e dispacci dell'epoca. Tra questi una preziosa pergamena del 1250 di papa Innocenzo IV, appartenente alla celebre famiglia nobiliare dei Fieschi, conti di Lavagna. Non mancano opuscoli, fascicoletti e piccole pubblicazioni: in particolare, merita di essere ricordato il volume degli Atti del congresso degli Scienziati in Genova del 1846.
Tra gli scritti, sono conservati alcuni documenti scolastici di altrettanti personalità reali di Casa Savoia: dai libri scolastici di Vittorio Emanuele II e di suo fratello Ferdinando, testi autografi di Emanuele Filiberto e Carlo Felice e di Carlo VIII di Francia; altri testi esposti sono di Gabriele D'Annunzio e Benito Mussolini.
Meritano menzione dipinti, raffigurazioni, ritratti, statue, busti e litografie che rappresentano personaggi simbolo del Risorgimento ed eventi del periodo, oltre a medaglioni e carte geografiche.
Il museo conserva inoltre alcune corrispondenze postali tra Giuseppe Verdi, la moglie Giuseppina Strapponi e un medico chiavarese della famiglia dei Bellagamba, o ancora tra il locale botanico Federico Delpino e Charles Darwin.